# Alex Miller (Fußballspieler)
Alex Miller (* 4. Juli 1949 in Glasgow) ist ein ehemaliger schottischer Fußballspieler, der mittlerweile als -trainer tätig ist.

## Werdegang
Miller begann mit dem Fußballspielen bei den Clydebank Strollers. 1966 wechselte er zu den Glasgow Rangers, für die er zunächst in der Nachwuchsmannschaft auflief. Nachdem er unter Trainer David White in die erste Mannschaft aufgerückt war, blieb er in den folgenden 17 Jahren dem Traditionsverein aus Glasgow treu. Im Sommer 1970 gewann er seinen ersten Titel mit der Mannschaft. An der Seite von William Jardine, Willie Henderson, Colin Stein und Ronnie McKinnon gehörte er zu der Mannschaft, die durch ein Tor von Derek Johnstone das Endspiel um den Scottish League Cup im Duell gegen den Stadtrivalen Celtic Glasgow für sich entschied. Unter Trainer Willie Waddell war er jedoch meist nur zweite Wahl. So kam es, dass er bei einem der größten Erfolge der Vereinsgeschichte, dem Triumph im Europapokal der Pokalsieger 1971/72, nicht auf dem Platz stand. Erst nachdem Jock Wallace das Traineramt übernommen hatte, kam Miller wieder vermehrt zum Einsatz. Als Stammspieler ab Mitte der 1970er Jahre holte er an der Seite von Spielern wie John Greig, Tommy McLean und Derek Parlane mehrere Titel.
1982 verließ Miller seinen Stammverein und wechselte als Spielertrainer zu South China AA. Anschließend kehrte er in selber Funktion nach Schottland zurück und betreute Greenock Morton. Nachdem er seine Fußballschuhe an den Nagel gehängt hatte, war er ab 1983 für den FC St. Mirren zuständig. Mit dem Klub belegte er Plätze im mittleren Bereich der Premier Division, ehe er 1986 zum Ligarivalen Hibernian Edinburgh weiterzog. Nachdem der Klub mehrere Jahre gegen den Abstieg gespielt hatte, führte er den Klub zurück in den Europapokal. 1992 holte er seinen ersten Titel als Trainer, als im Ligapokalfinale Dunfermline Athletic mit einem 2:0-Erfolg bezwungen wurde. 1994 zog er mit der Mannschaft erneut ins Ligapokalendspiel ein, dieses Mal setzte sich jedoch seine ehemalige Spielerstation Glasgow Rangers durch. Nach zehn Jahren im Amt entließ der Klub aus Schottlands Hauptstadt Miller im Herbst 1996.
Zunächst nahm Miller ein Angebot seines schottischen Landsmanns Gordon Strachan an, als Assistenztrainer bei Coventry City zu arbeiten. Im November 1997 nahm er ein Angebot des in Abstiegsgefahr geratenen FC Aberdeen an und übernahm das Traineramt. Nach knapp einem Jahr wurde er entlassen. 1999 holte Gérard Houllier Miller als Leiter der Scouting-Abteilung zum FC Liverpool. Nachdem Rafael Benítez 2004 dessen Nachfolger als Trainer beim seinerzeitigen englischen Rekordmeister wurde, setzte er eine Änderung des Scouting-Systems durch. In der Folge rückte Miller in den Trainerstab des Spaniers, unter dessen Leitung der Klub die UEFA Champions League gewann.
Überraschend verließ Miller im Mai 2008 die englische Premier League und heuerte als Cheftrainer beim japanischen Klub JEF United Ichihara Chiba an, der sich in der J-League im Abstiegskampf befand. Nachdem er den Klub mit zwei Punkten aus den ersten elf Ligaspielen übernommen hatte, schaffte er am letzten Spieltag den Klassenerhalt. Nachdem er mit der Mannschaft auch im folgenden Jahr in der Abstiegszone vertreten war, entließ der Klub ihn im Juli 2009.
Nachdem Miller ein Jahr ohne Engagement geblieben war, verpflichtete ihn der schwedische Klub AIK Ende Juni 2010 als Nachfolger von Mikael Stahre und der Interimslösung Björn Wesström. Bis zum Saisonende führte er die Mannschaft auf einen Platz im hinteren Mittelfeld der Tabelle. Kurz nach Saisonende gab er am 10. November des Jahres seinen Rücktritt bekannt.
Im Januar 2012 übernahm er den Cheftrainerposten beim russischen Zweitligisten FK Sibir Nowosibirsk, wo er im April 2012 entlassen wurde.